# Blainville-sur-Orne
Blainville-sur-Orne è un comune francese di 6 027 abitanti situato nel dipartimento del Calvados nella regione della Normandia.

## Storia

### Simboli
Lo scudetto in cuore riprende il blasone della famiglia de Colbert.

## Società

### Evoluzione demografica
Abitanti censiti

## Amministrazione

### Gemellaggi
- Sartirana Lomellina